# Hammertal (Remscheid)
Das Hammertal liegt auf Remscheider Stadtgebiet und hat seinen Namen von den ehemaligen Hammerwerken, die früher hier in Betrieb waren. Das Hammertal wird begrenzt von den Stadtteilen Reinshagen, Güldenwerth, Vieringhausen, Kremenholl und Ehringhausen. Angetrieben wurden die Hammerwerke durch den Lobach und den Linkläuer Bach. Die Hämmer produzierten hochwertigen Raffinierstahl oder verarbeiteten ihn weiter. Die meisten der Hämmer und Kotten sind heute nicht mehr erhalten.

## Industriegeschichtspfad

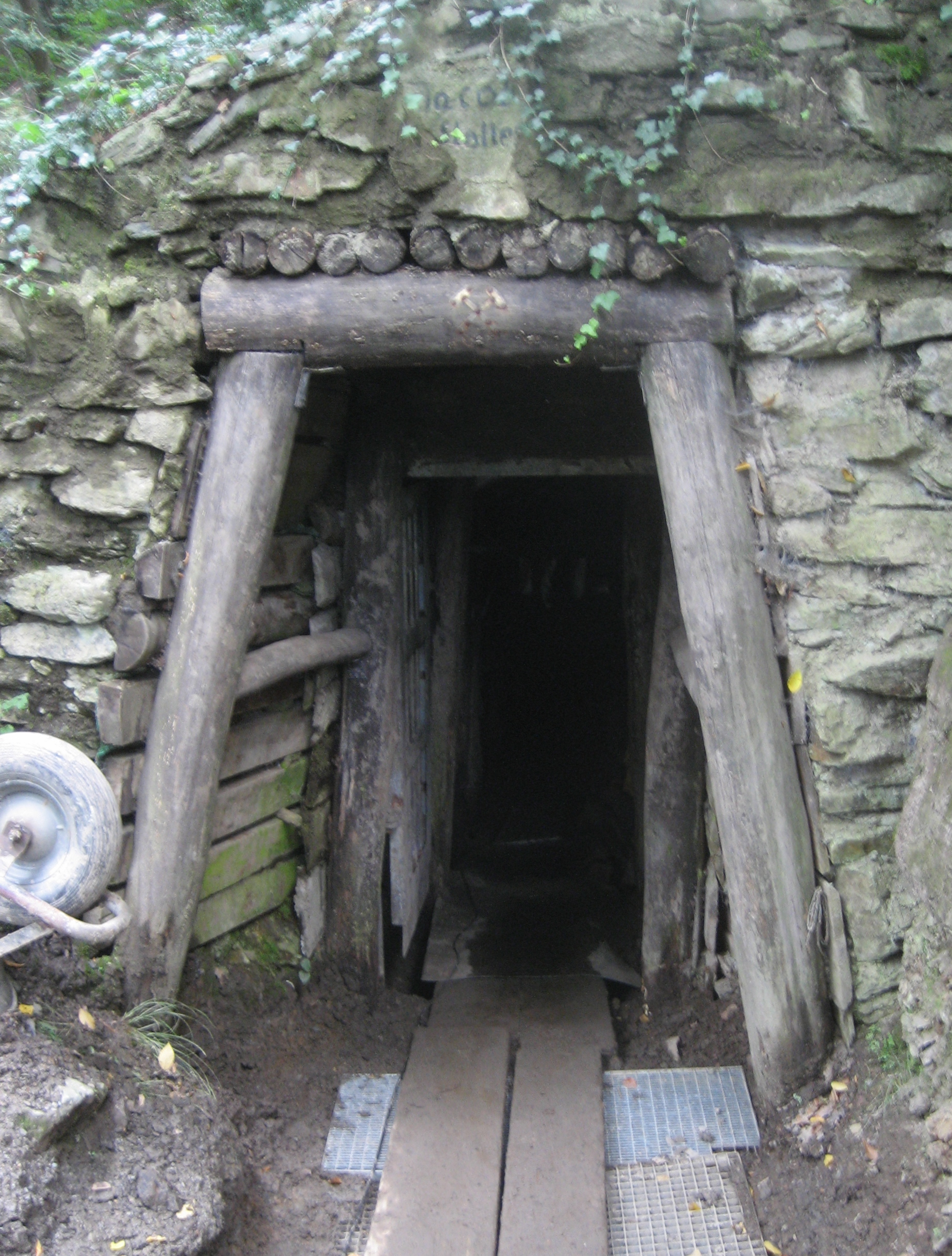
Mundloch des St.-Jakob-Stollens

Der Industriegeschichtspfad Hammertal (4,7 km Länge, mit Abstecher 6,6 km) erklärt auf mehreren Tafeln die Geschichte der Hammerwerke und Kotten. Die Namen der Hämmer und Kotten sind:
- Oberer Bergerskotten (1785 gegründet)
- Unterer Bergerskotten (1783 gegründet)
- Diederichskotten 51° 9′ 58,6″ N, 7° 10′ 6,1″ O (1651 Ersterwähnung)
- Ehlishammer 51° 9′ 56,5″ N, 7° 10′ 7,9″ O
- Diederichshammer, etwa hier: 51° 9′ 51,9″ N, 7° 10′ 4,3″ O (1671 gegründet)
- Loosenhütte oder Bücheler Hütte (Erzhütte, 1622 Ersterwähnung)
- Ibacher oder Bücheler Hammer (1692 Ersterwähnung, erbaut vor 1670)
- Jagenbergshammer 51° 9′ 41,1″ N, 7° 9′ 57,6″ O (1622 Ersterwähnung)
- Schumachers Kotten (1622 Ersterwähnung)
- Tyroler Hämmer 51° 9′ 30,2″ N, 7° 9′ 47,5″ O (1659/60 bzw. 1765 Ersterwähnung)
- Tyroler Fabrik 51° 9′ 30,2″ N, 7° 9′ 47,5″ O
- Hüttenhammer, etwa hier: 51° 9′ 19,1″ N, 7° 9′ 37″ O (1767 Ersterwähnung)
- St.-Jakobs-Stollen (erhalten sind das Mundloch und eine Halde), etwa hier: 51° 9′ 38,5″ N, 7° 9′ 29,6″ O

Ein Abstecher des Industriegeschichtspfades führt in das Lobachtal:
- Jasperskotten (1770 Ersterwähnung)
- Kremenholler Hammer, etwa hier: 51° 9′ 54,6″ N, 7° 10′ 31,5″ O
- Lobacher Hammer (1616 erbaut) und Kotten (auch Pickertskotten genannt, 1622 Ersterwähnung), etwa hier: 51° 9′ 51,2″ N, 7° 10′ 58,2″ O

### Diederichskotten
Der Kotten stammt aus dem 18. Jahrhundert. Heute ist nur noch ein Anbau des ehemaligen Kottens erhalten. Er hieß ursprünglich Hens-Jans-Kotten, bis nur noch der Besitzername Diederichskotten verwendet wurde. Zum Diederichskotten führte ein eigener Wassergraben, der heute noch existiert (ein Obergraben des Lobachs). Das heutige Wohnhaus wurde 1852 erbaut, es hat einen älteren Bau abgelöst.

### Diederichshammer
Der Hammer wurde im 17. Jhdt. erbaut und man nannte ihn Eisen- oder Looshütte. 1731/32 fiel er dem Handelshaus Diederichs zu. 1935 wurde er abgebrochen.

### Jagenbergshammer
Von dem ehemaligen Hammer sind nur noch die lang gestreckten Teichanlagen vorhanden, in denen sich Molche und Feuersalamander angesiedelt haben.

## Naturschutzgebiet
Das Naturschutzgebiet Hammertal wird unter der Schlüsselnummer RS-020 geführt, ist 40,46 ha groß und steht seit dem Jahr 2001 unter Veränderungsverbot. Schützenswert sind vor allem die Bachtäler des Lobachs, Linkläuer Bachs, der Brückendelle, Schafsdelle, des Bachs am Diederichshammer, Tyroler Bachs, Hüttenhammers und des Kellershammer-Siefens. Neben Eichen- und Buchenwäldern und Eichen-Hainbuchenbeständen gibt es Felsbiotope und schützenswerte Tier- und Pflanzenarten (Eisvogel, Feuersalamander, Wasseramsel, Schwarzspecht, Nickender Zweizahn). Nicht zuletzt wegen seiner kulturhistorischen Bedeutung steht das Tal unter Schutz. Hier sind insbesondere ehemalige Reste der Hämmer und Kotten (Bruchsteinmauern, Obergräben, Teichreste) erwähnenswert. Das Solinger Naturschutzgebiet Erlenauwald bei Kellershammer (SG-006) ist die angrenzende, mit Solingen abgestimmte Ergänzung des Naturschutzgebietes Hammertal um 0,9 ha.

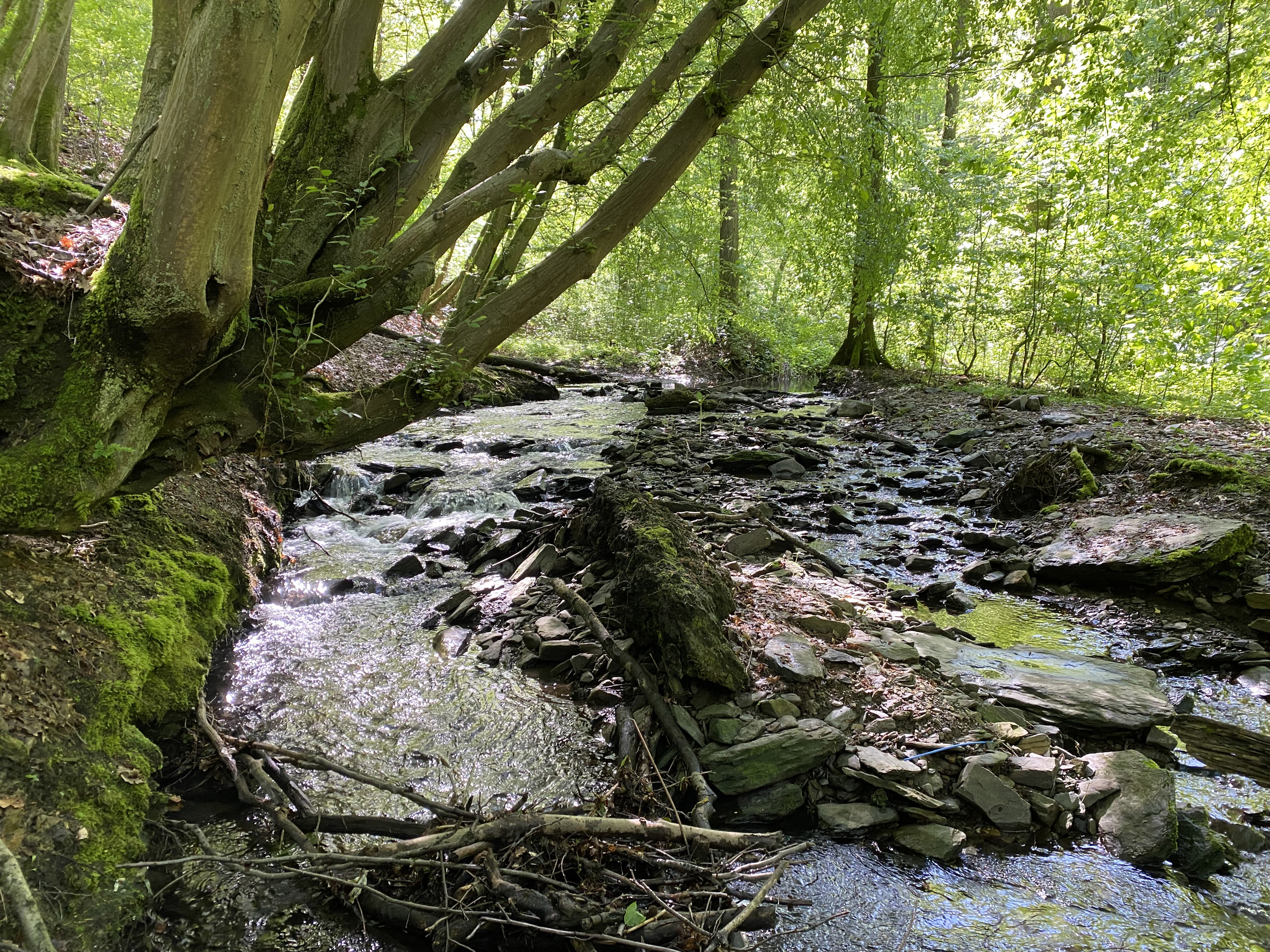
Lobach-Steilufer mit unterspülten Begleitbäumen
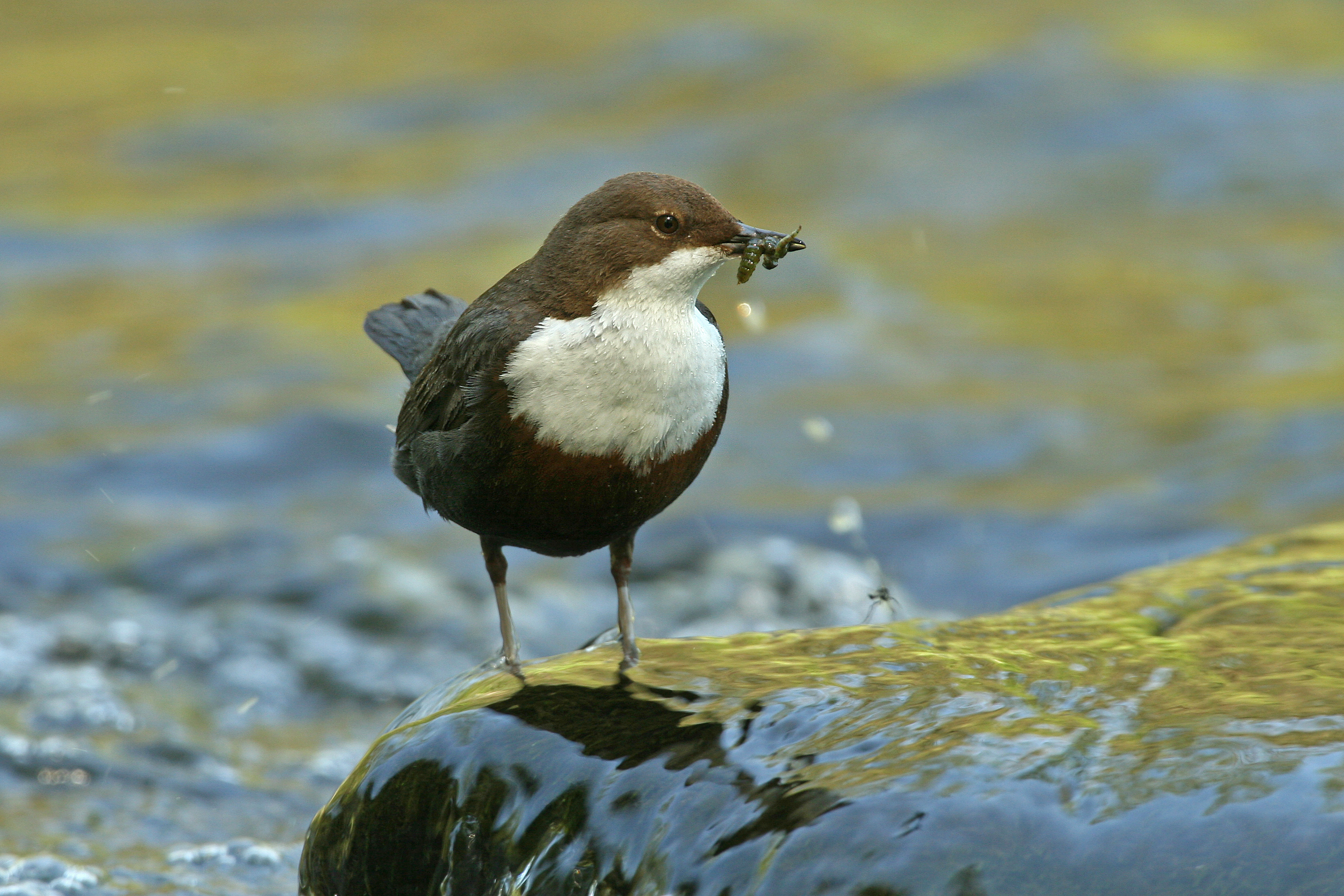
Wasseramsel (Cinclus cinclus)
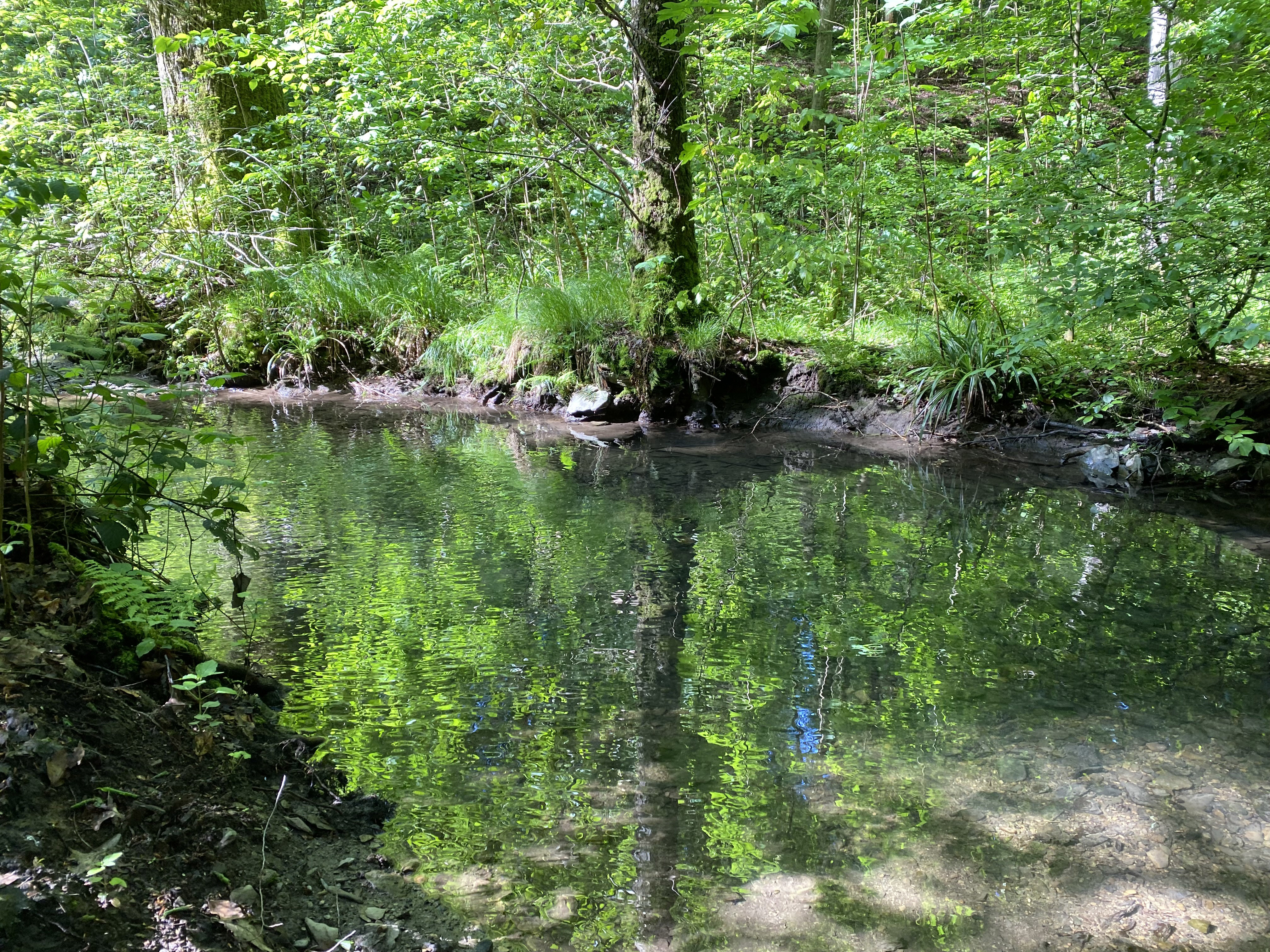
Lobach im Ruhemodus
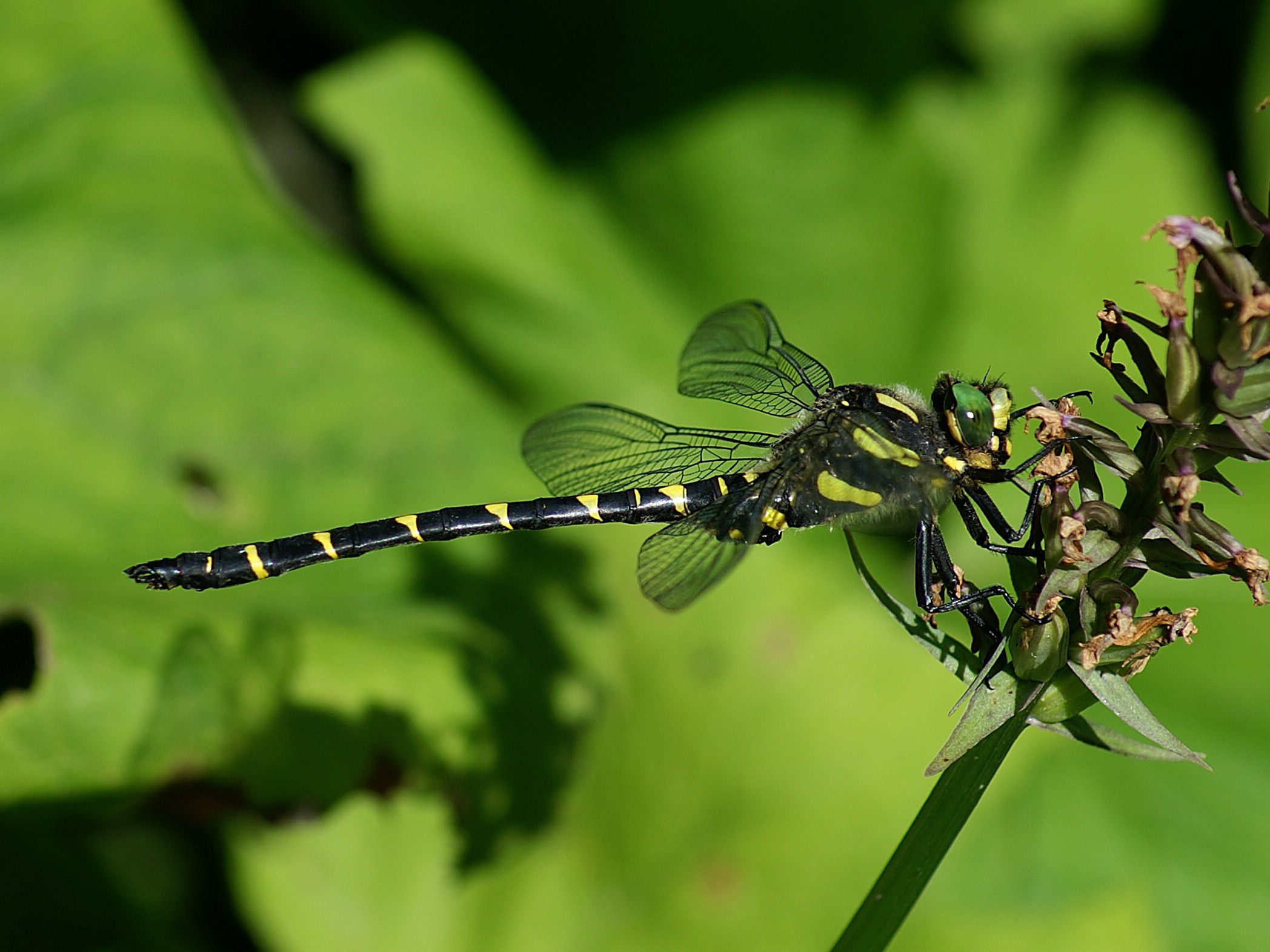
Gestreifte Quelljungfer (Cordulegaster bidentata)
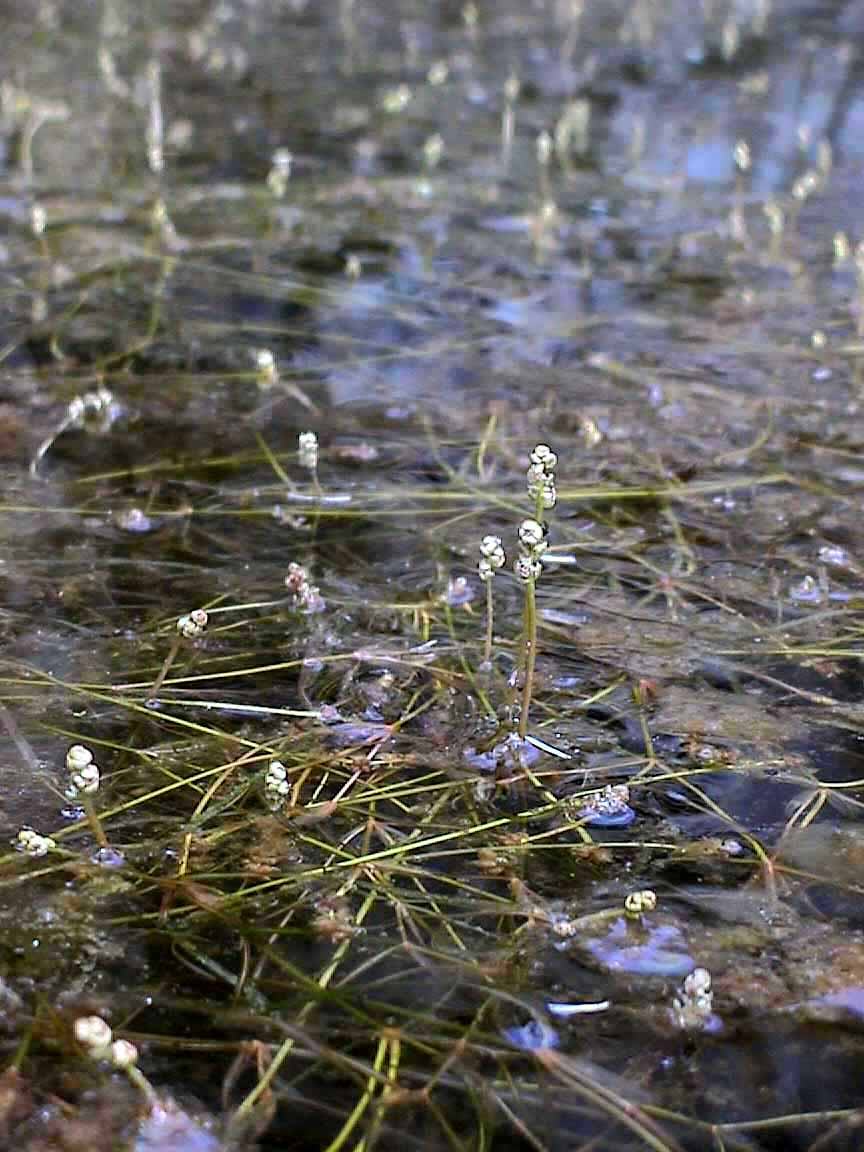
Berchtolds Zwerg-Laichkraut (Potamogeton berchtoldii)
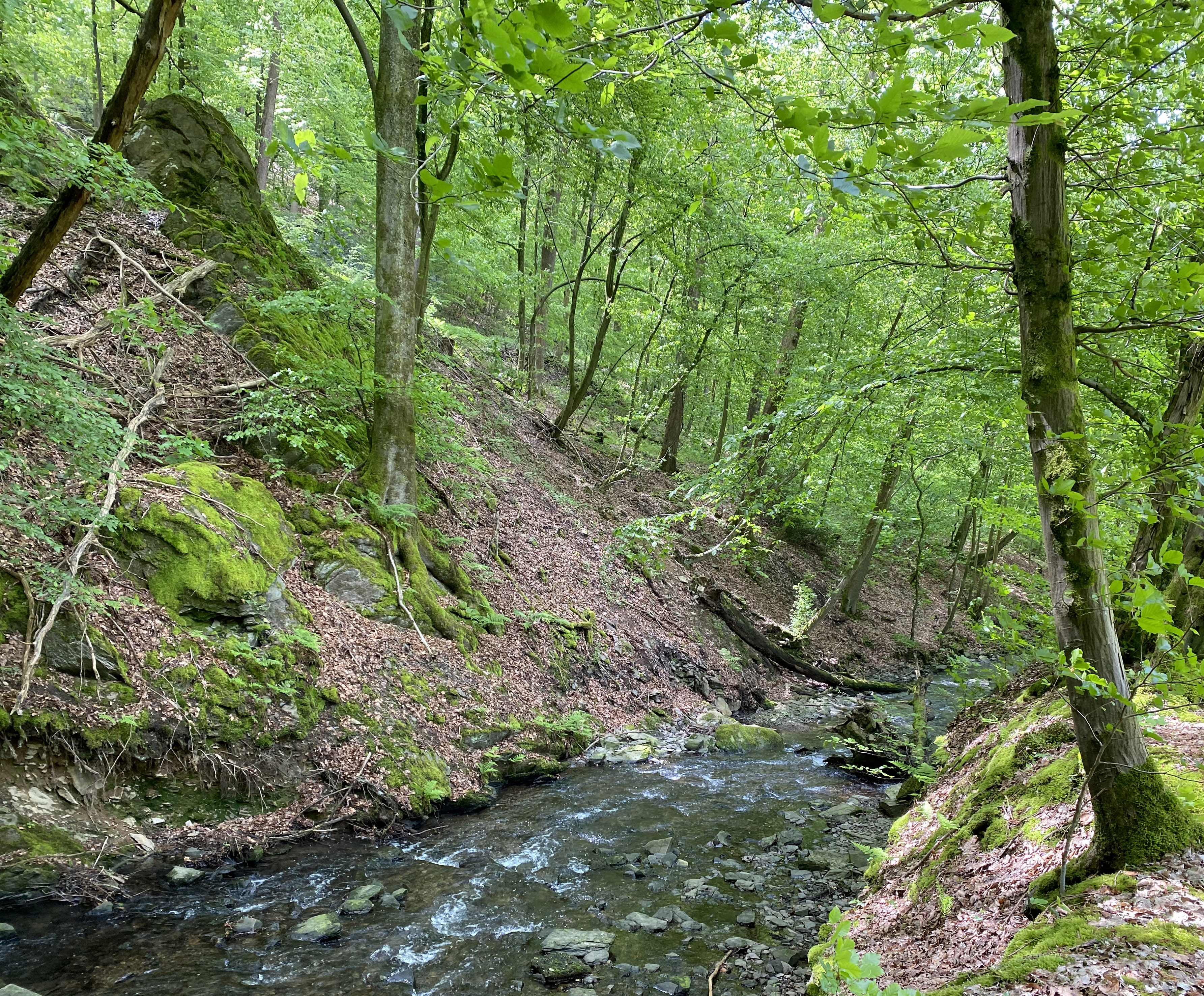
Lobach im Gefälle mit felsigem Steilufer bei Hammertal
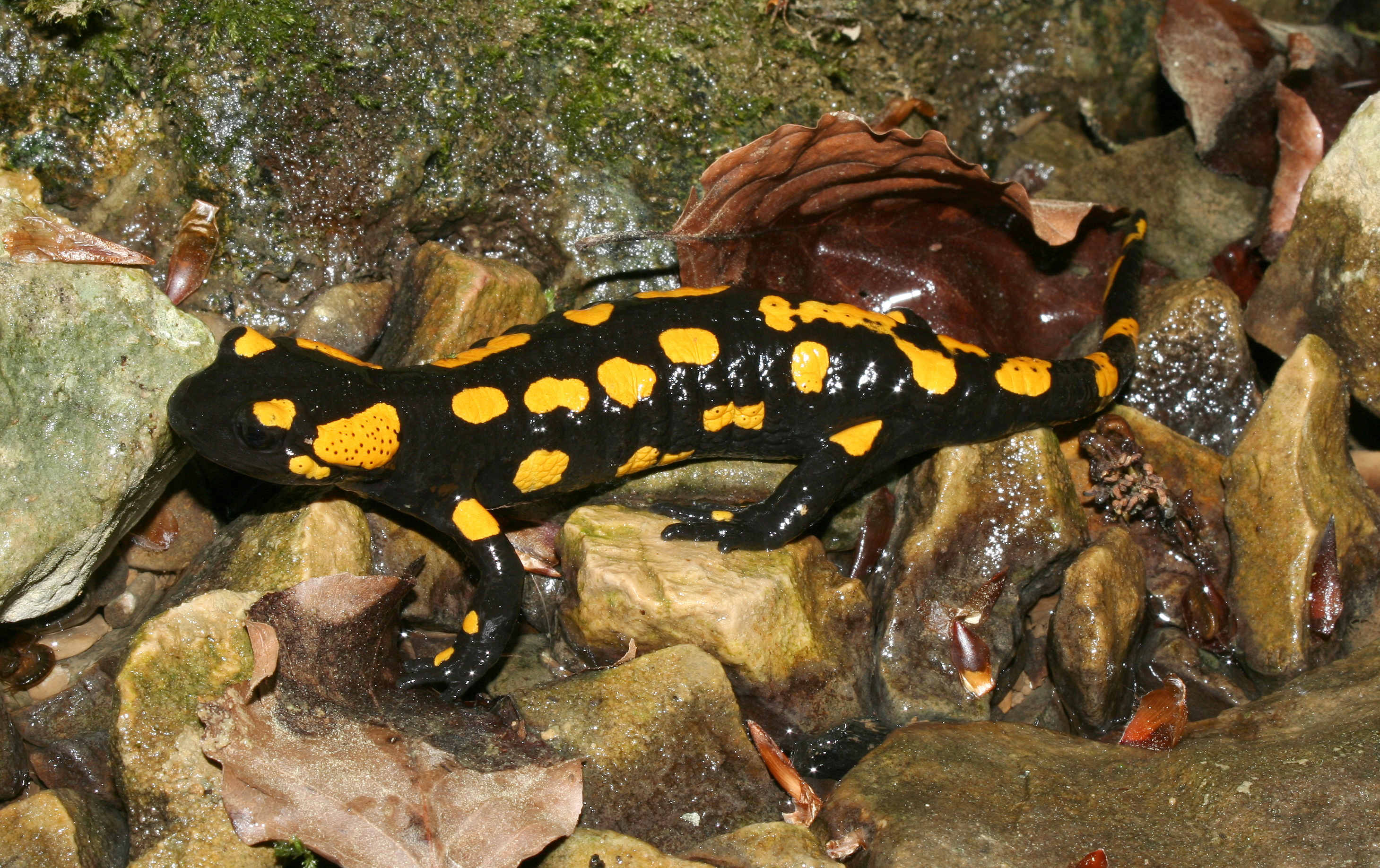
Feuersalamander (Salamandra salamandra)
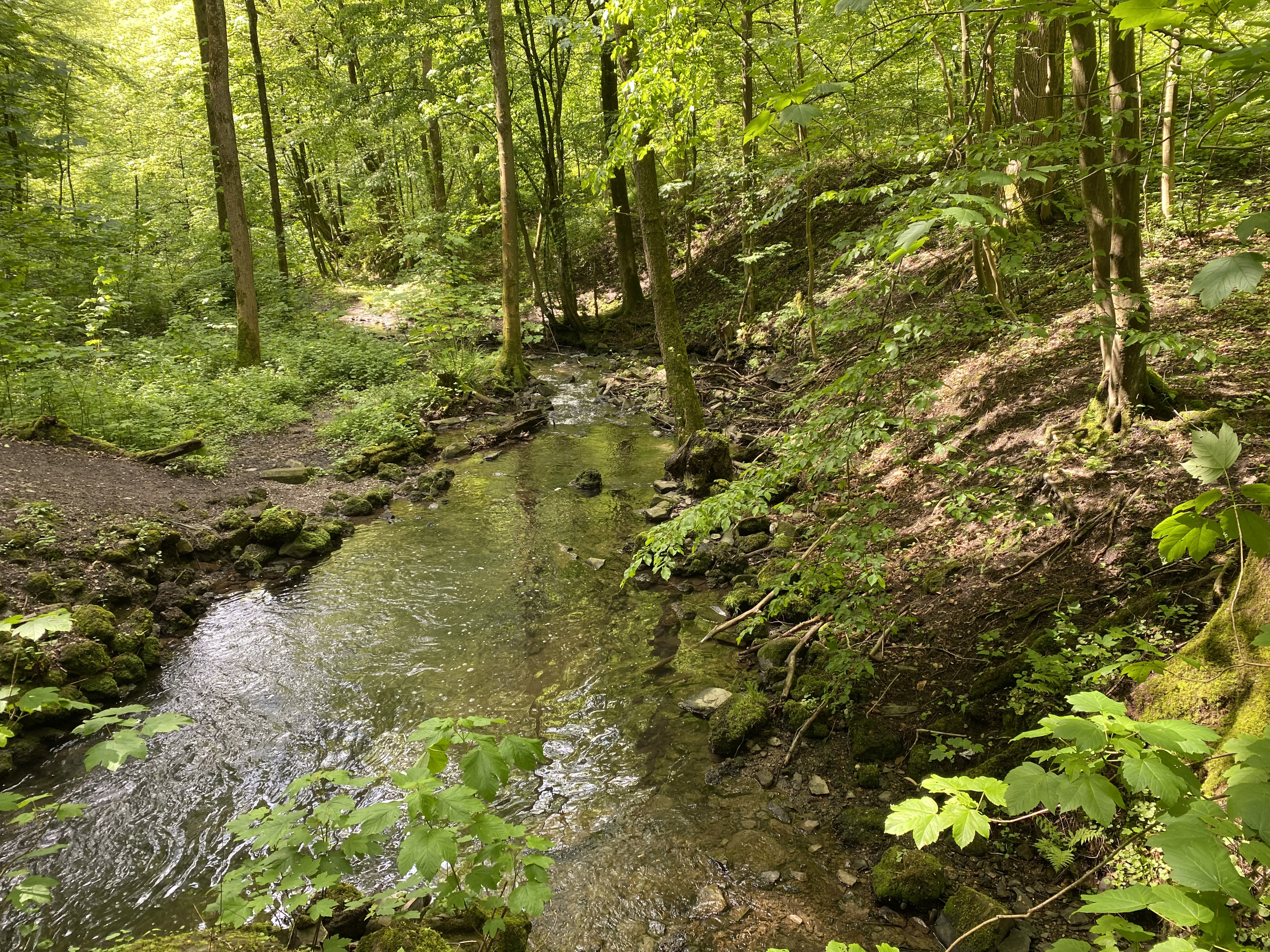
Linkläuer Bach – rechter Nebenbach des Lobachs
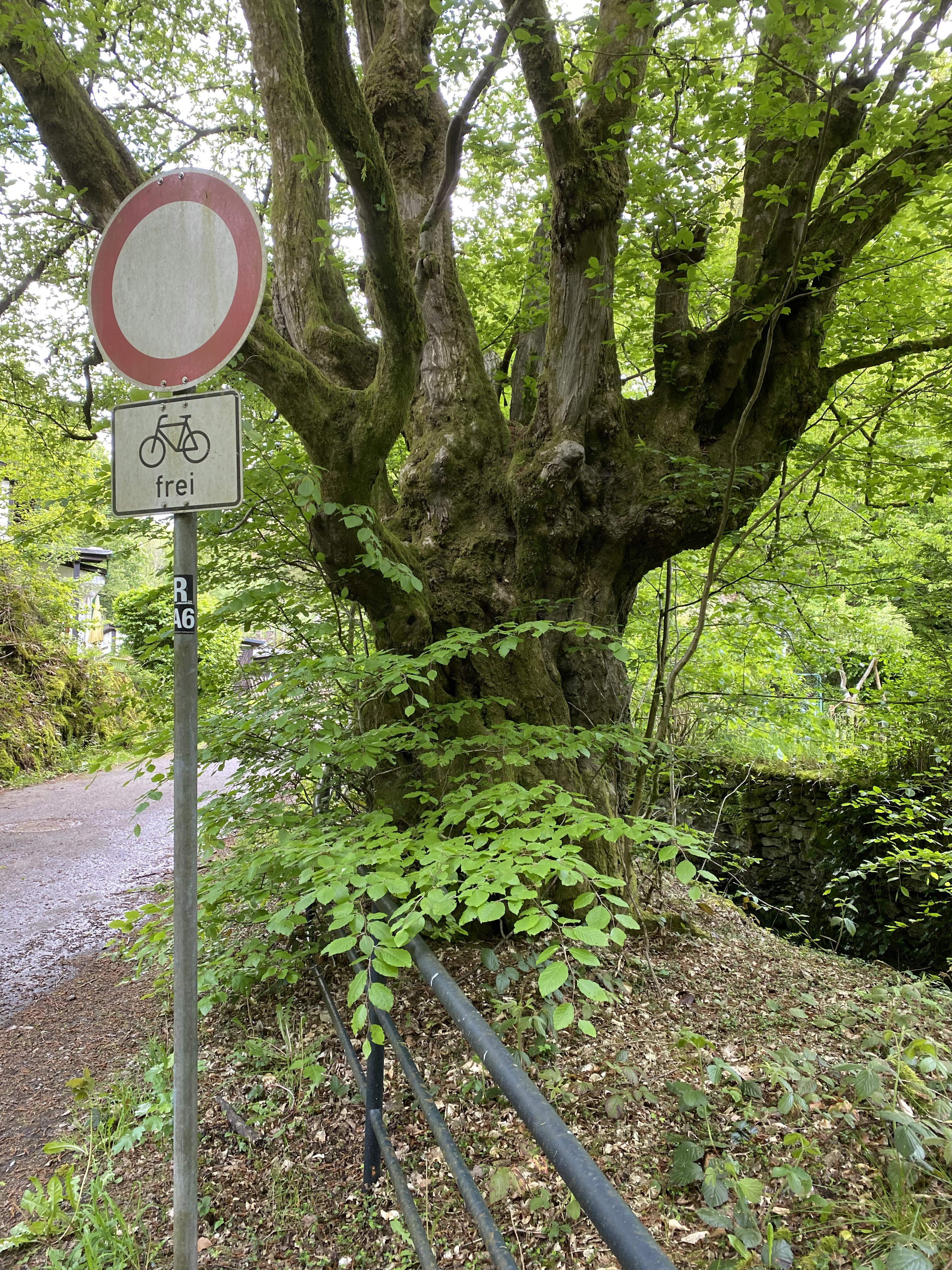
Alte Buche vor Haus Hammertal 3
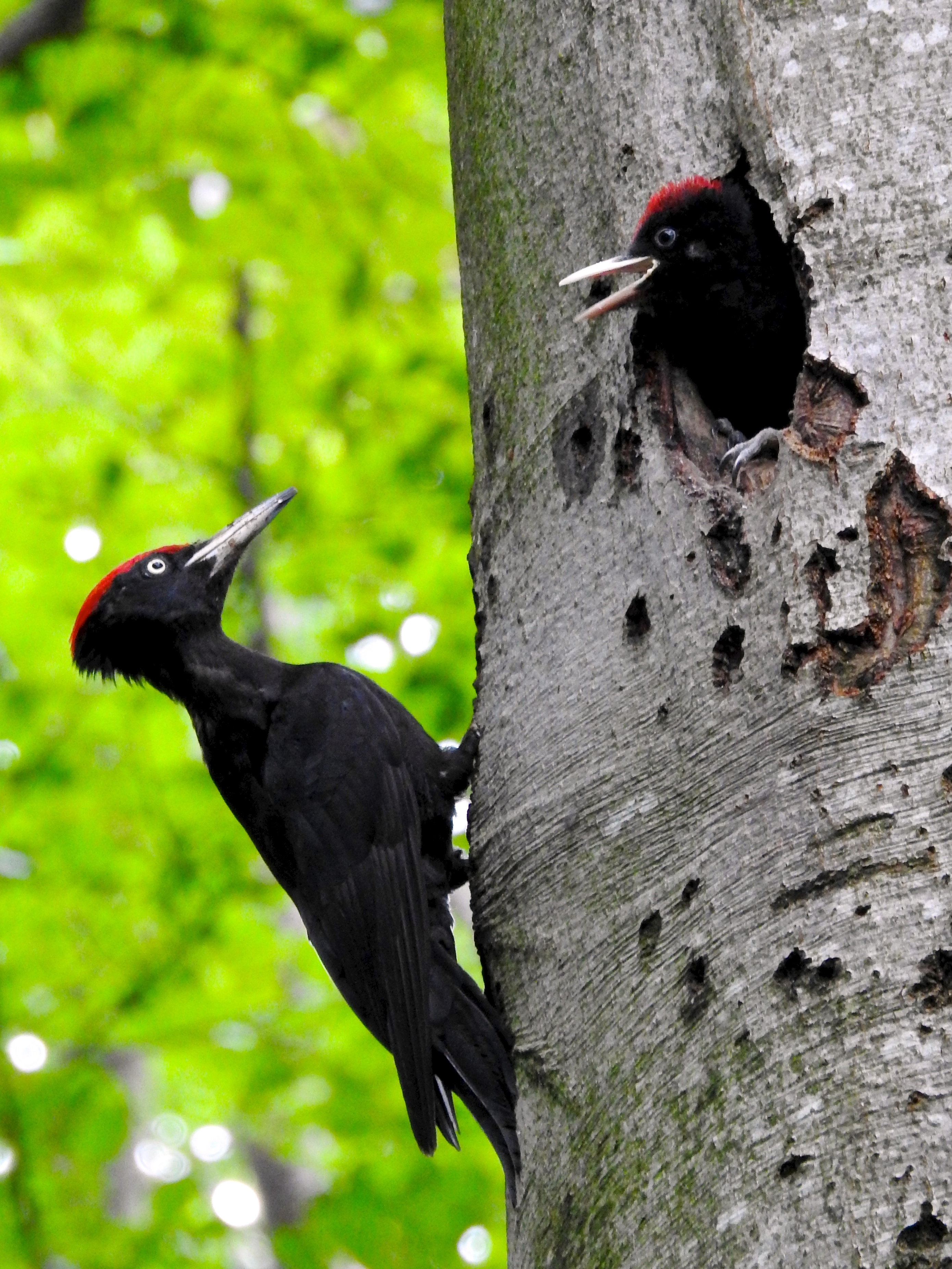
Schwarzspecht (Dryocopus martius)
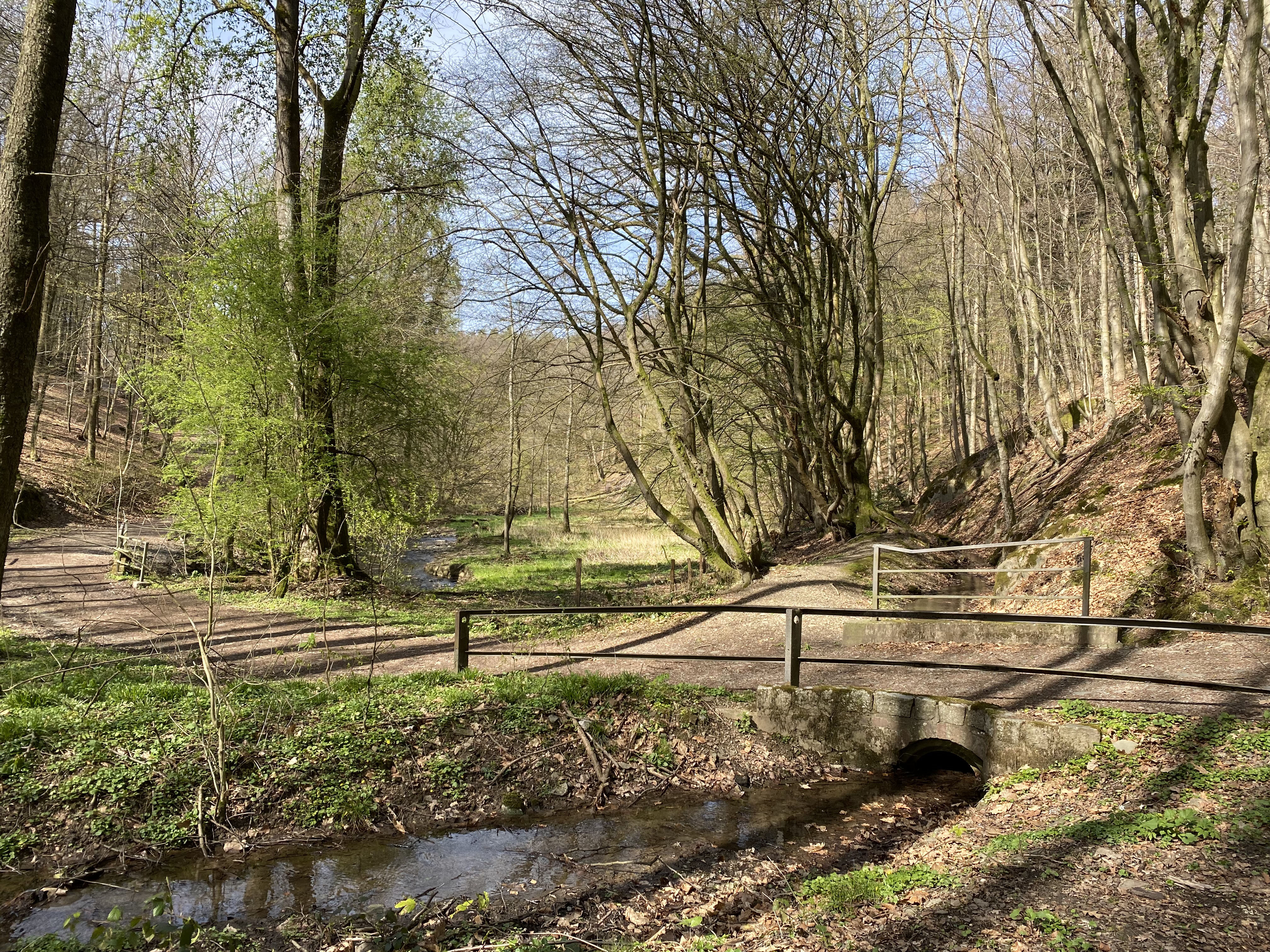
Lobach mit Obergraben zum Ehlis- u. Diederichshammer
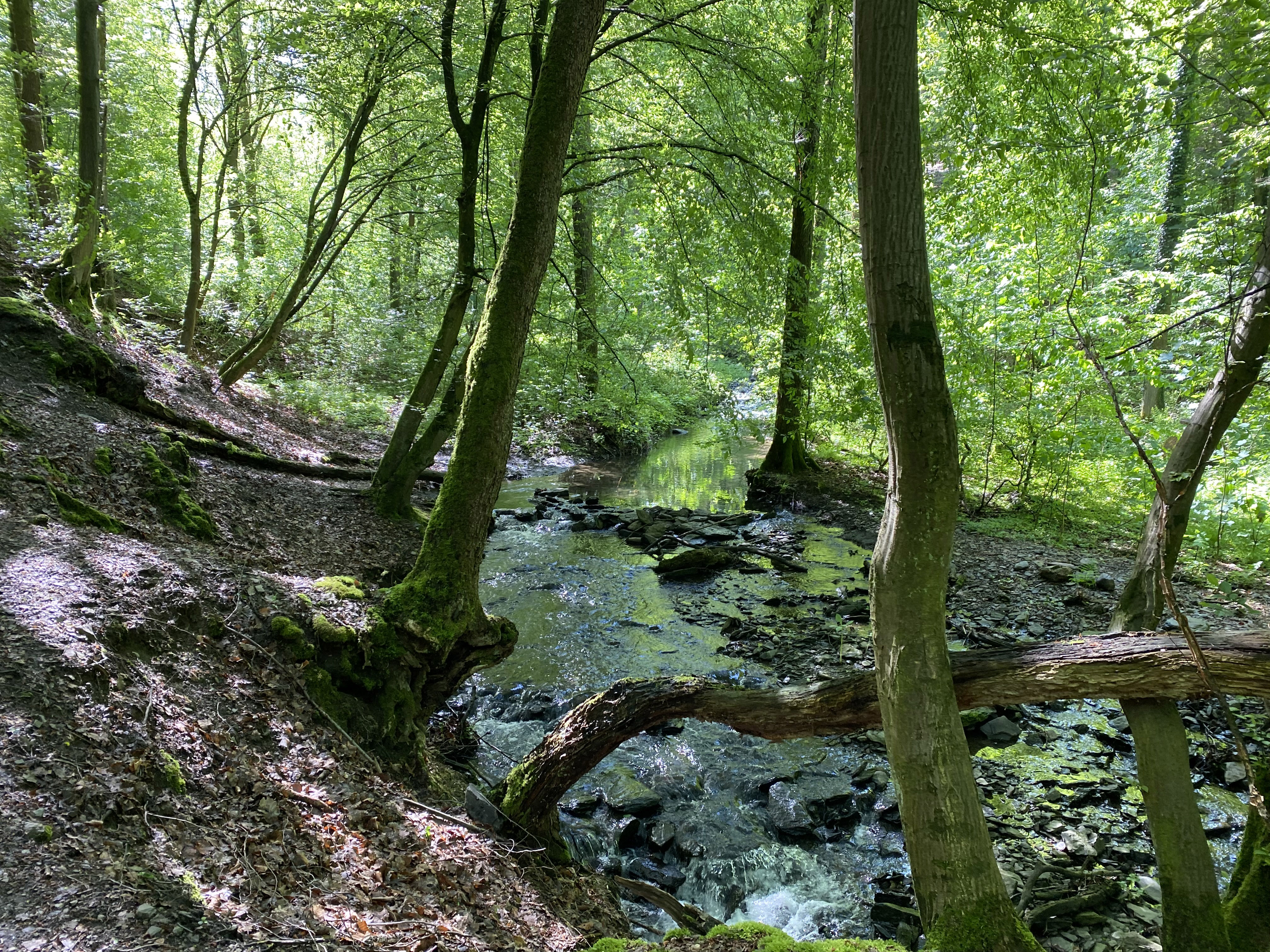
Lobach mit Alt- und Totholz
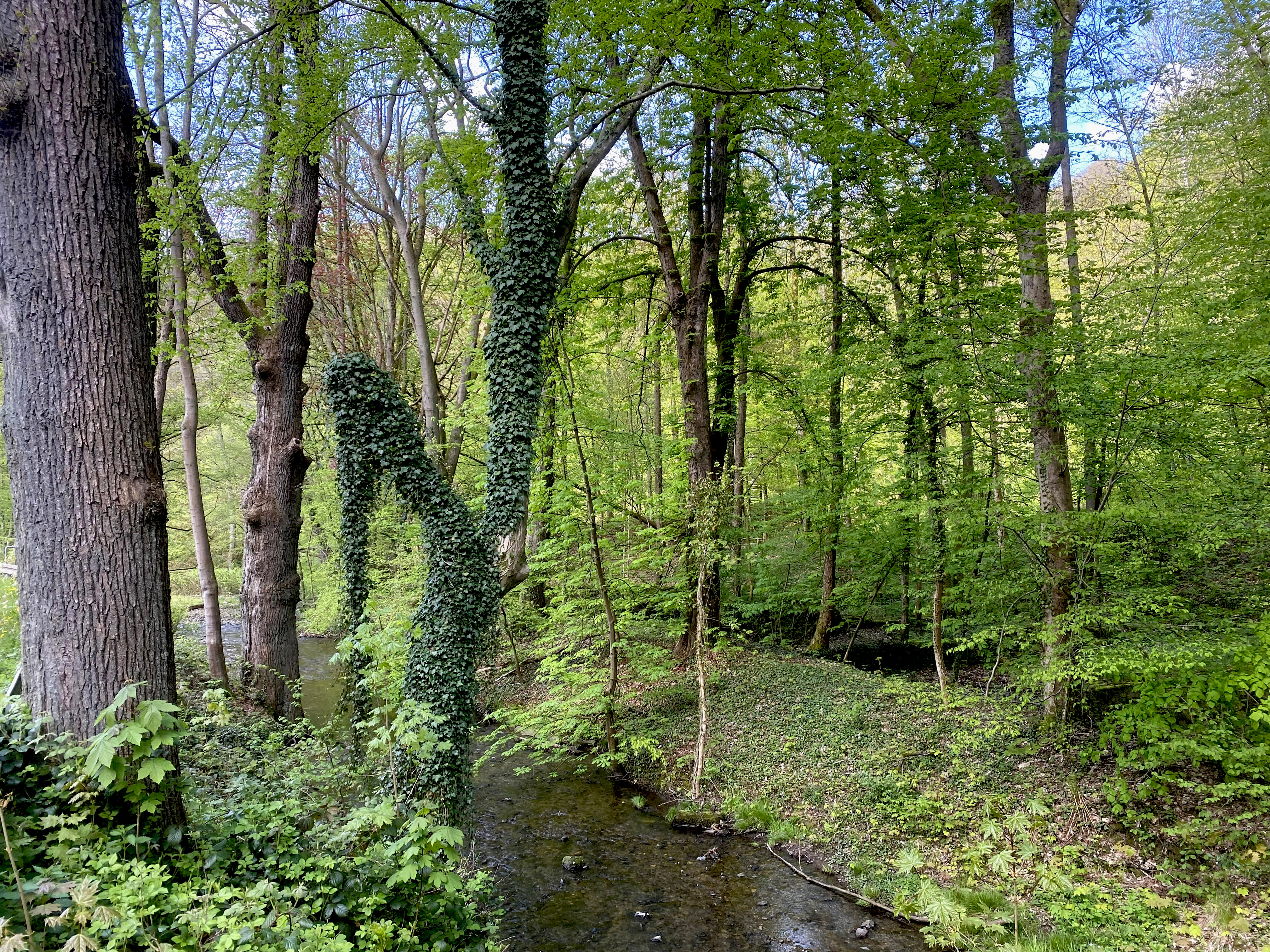
Lobach und ehem. Fischteiche b. Hüttenhammer

## Waisenhaus
Im Lobachtal existierte ein Armenhaus, das 1860 abgerissen und 1861 als Halbach-Stiftung wieder errichtet wurde. Nach dem Neubau der Stockder-Stiftung in Vieringhausen im Jahr 1879 wurde das Gebäude als Waisenhaus genutzt.